# Liphistius bicoloripes
Liphistius bicoloripes is een spinnensoort uit de familie Liphistiidae. De soort komt voor in Thailand.